# Libnotes (Metalibnotes) tongana
Libnotes (Metalibnotes) tongana is een tweevleugelige uit de familie steltmuggen (Limoniidae). De soort komt voor in het Australaziatisch gebied.